# (5232) Jordaens
(5232) Jordaens ist ein Asteroid des Hauptgürtels, der am 14. August 1988 vom belgischen Astronomen Eric Walter Elst am Observatoire de Haute-Provence (Sternwarten-Code 511) im Südosten Frankreichs entdeckt wurde.
Die Lichtkurve von (5232) Jordaens wurde vom 2. bis 4. Mai 2016 untersucht. Bei Beobachtungen am Shed of Science Observatory in Minneapolis konnte die Rotationsperiode jedoch nicht bestimmt werden.
Der Asteroid ist nach dem flämischen Maler des Barock Jacob Jordaens (1593–1678) benannt, der ein Zeitgenosse von Peter Paul Rubens war und zu den bedeutenden Historienmalern seiner Zeit zählt. Neben seinen Bildern war er auch für seine Gestaltung von Wandteppichen bekannt.